# Aichi M6A Seiran
СПЛ-торпедоносец Дымка  ВМС Императорской Японии  (яп.   Токуко:гэки-ки Сэйран/Аити эму-року-эй) (Ударный гидросамолет спецназначения Дымка/M6A конструкции Аити) — цельнометаллический гидросамолет ПЛ-базирования ВМС Императорской Японии. Разработан в авиационном КБ завода КБ Аити, строился опытной серией. Ввиду малых объёмов постройки и высокой секретности не был известен ВВС союзников.

## История
СПЛ разрабатывался коллективом КБ авиазавода Аити по тактико-техническому заданию № 17 (т. н. ТТЗ 17-Си, ТТЗ № 17) ВМС Императорской Японии в рамках проекта гидросамолета ПЛ-базирования (т. н. Сэнсуйкан-Току) с весны 1942 г.. Проектные работы велись коллективом конструкторов под руководством ведущего конструктора КБ Н. Одзаки. На машине устанавливался единственный на вооружении ВМС Императорской Японии рядный двигатель Ацута жидкостного охлаждения (лицензионный Даймлер-Бенц DB-601 ранних модификаций Мессершмитт-109). ТТЗ ВМС предусматривало размещение машины со сложенным крылом и снятыми поплавками на борту ПКСН с диаметром ангара до 3,5 м.

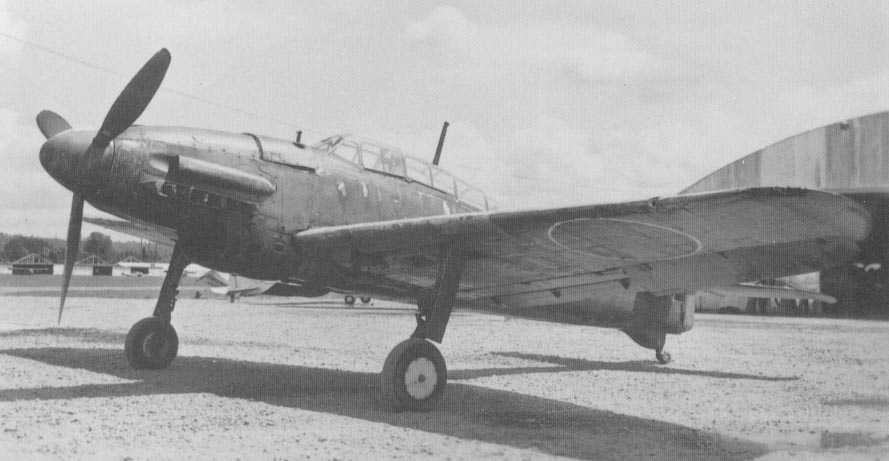
Опытная береговая модификация Наншань
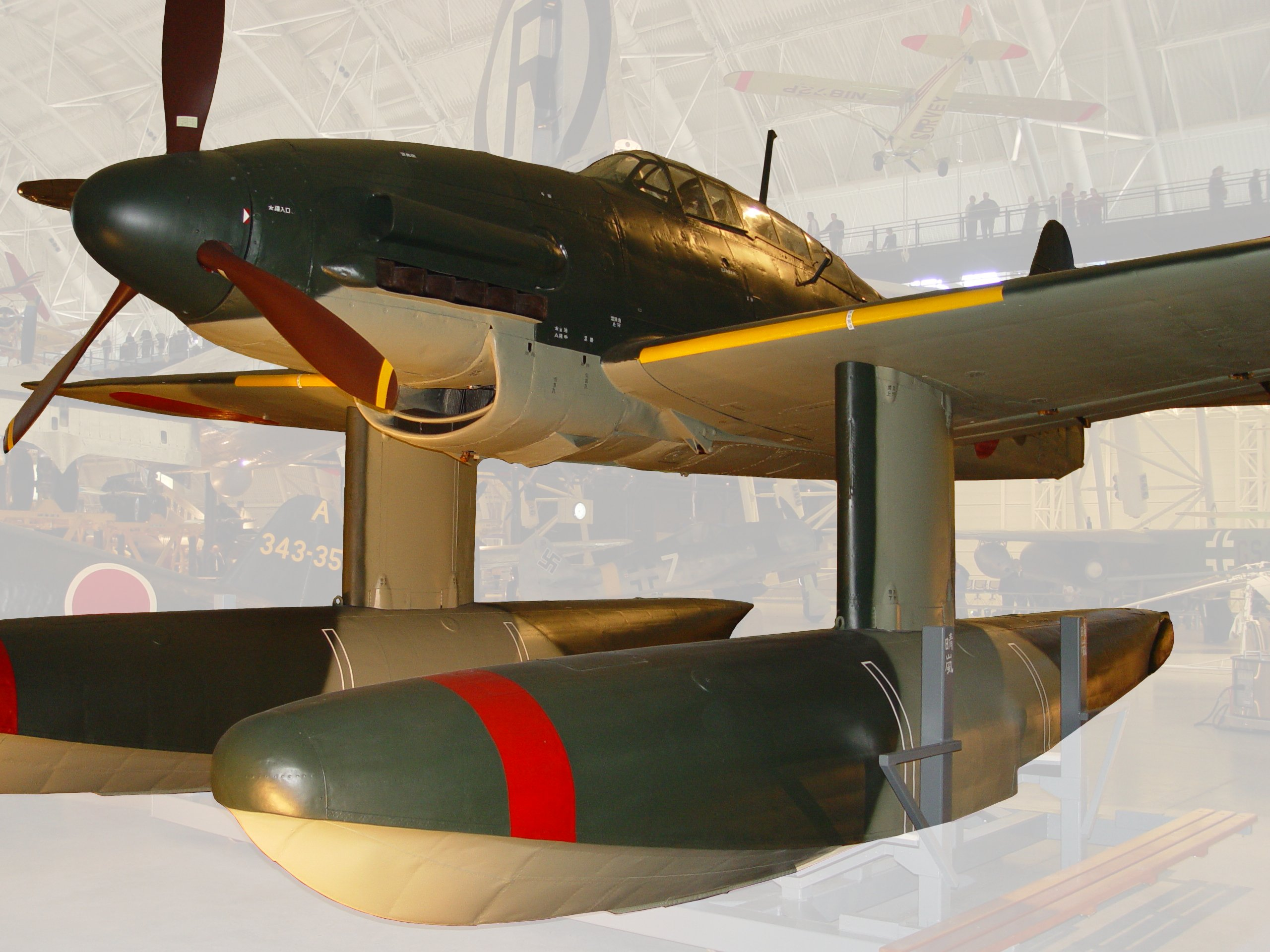
СПЛ Дымка[1] в Государственном авиамузее США

С 1943 года коллектив КБ Аити также вел работы над модификацией берегового базирования Наншань  (яп.  Нандзан) и под заводским обозначением M6A1-K. Опытный образец отличался высокой максимальной скоростью, но требовал хороших взлетных полос и отличался большой длиной разбега и посадки. Осенью 1944 г. летчик-испытатель КБ К. Такахаси выполнил с опытной машины успешный торпедный пуск. Всего было построено 28 ед. береговых машин.
Примечания: несмотря на внешнее сходство с пикировщиком Комета из-за единой силовой установки, Дымка и Наншань являются отдельными разработками КБ Аити.

## Характеристики
| Длина                               | 11,6 м                                         |              |      |
| Высота                              | 4,6 м                                          |              |      |
| Размах (площадь) крыла              | 12,3 м (27 м²)                                 |              |      |
| Cухая (снаряжённая) масса           | 3,3 т (4,5 т)                                  |              |      |
| Силовая установка                   |                                                |              |      |
| Двигатель                           | Ацута-3                                        |              |      |
| Объём                               | 34 л                                           | 34 л         | 34 л |
| Мощность                            | 1,4 тыс. л. с.                                 |              |      |
| Тяговооружённость                   | 0,5 л. с./кг                                   | 0,5 л. с./кг |      |
| Летные                              |                                                |              |      |
| Максимальная (крейсерская) скорость | 480 км/ч (300 км/ч)                            |              |      |
| Нагрузка на крыло                   | 150 кг/м²                                      | 150 кг/м²    |      |
| Дальность                           | 1,2 тыс. км                                    |              |      |
| Потолок                             | 9,9 км                                         |              |      |
| Время набора (3 км)                 | 5 мин. 48 сек.                                 |              |      |
| Вооружение                          |                                                |              |      |
| Стрелковое                          | на турели 1 ед. АП-2                           |              |      |
| Подвесное                           | торпедное 800 кг (Т-91) бомбовое пара ОФАБ-250 |              |      |